# Persea borbonia
Persea borbonia là loài thực vật có hoa trong họ Nguyệt quế. Loài này được (L.) Spreng. miêu tả khoa học đầu tiên năm 1825.